# Thomas Schäfer
Thomas Schäfer (alemany: [ˈtoːmas ˈʃɛːfɐ] ; 22 de febrer de 1966 - 28 de març de 2020) va ser un advocat i polític alemany de la Unió Demòcrata Cristiana d'Alemanya (CDU). Va ser ministre de Finances de Hesse entre 2010 i 2020.

## Primers anys i educació
Schäfer va néixer a Hemer i va créixer a Biedenkopf. Després de completar l'Abitur l'any 1985, es va formar com a banquer a la Sparkasse Marburg-Biedenkopf. Va estudiar dret a la Universitat de Marburg, on es va graduar el 1997.
De 1995 a 1998, Schäfer va ensenyar dret públic i privat a la Deutsche Angestellten-Akademie a Marburg. A partir de 1998 va treballar com a advocat al Commerzbank de Frankfurt del Main. El 1999, va obtenir un doctorat sota la supervisió de Werner Frotscher.

## Carrera política
El 1980, Schäfer es va unir a l'organització juvenil de la CDU/CSU Junge Union i va ser membre de la junta de 1985 a 1999. Després de les eleccions estatals de Hesse de 1999, Schäfer va dirigir l'oficina de Christean Wagner, el ministre de justícia a Hessen, i des de 2002 l'oficina del ministre president Roland Koch. Des de novembre de 2005 fins a 2009, va ser secretari d'estat de Jürgen Banzer, ministre de Treball, Família i Salut. Durant la crisi financera de 2007-2008, va coordinar els esforços estatals per rescatar Opel, amb seu a Rüsselsheim am Main, juntament amb els altres tres estats on Opel tenia plantes. El febrer de 2009, va esdevenir secretari d'estat de Karlheinz Weimar, el ministre d'Hisenda.
L'agost de 2010, Schäfer es va convertir en el ministre de finances de Hesse, el cap del Hessisches Ministerium der Finanzen, sota el nou ministre president, Volker Bouffier. Va ser membre del Hessischer Landtag, el parlament estatal, a partir del 2014. El 2018 va ser reelegit, aquesta vegada directament. Va ser considerat com un probable successor de Bouffier.
El 27 de març de 2020, va anunciar, juntament amb el ministre d'Economia, Tarek Al-Wazir, l'ajuda financera de l'estat en la pandèmia de la COVID-19 per a autònoms i petites empreses. Schäfer va declarar: "La lluita contra la crisi del Corona no fallarà a causa dels diners". ("Am Geld wird die Bekämpfung der Corona-Krise nicht scheitern.")

## Mort
La matinada del 28 de març de 2020, el seu cos va ser trobat al costat de la línia de tren d'alta velocitat Colònia-Frankfurt prop de Hochheim am Main, i la policia va especular que s'havia suicidat. La mort de Schäfer va ser "com un xoc", ja que dies abans havia expressat que el seu treball era "un plaer i un honor". Era conegut com un home jovial i de bon humor, tot i que feia "algun temps" que havia perdut pes visiblement. Segons Bouffier, Schäfer estava preocupat per gestionar la resposta financera a la pandèmia de coronavirus. Li van sobreviure la seva dona i dos fills. El seu successor com a ministre de Finances és Michael Boddenberg.